# جيمي لولور
جيمي لولور (بالإنجليزية: Jimmy Lawlor)‏ هو لاعب كرة قدم أيرلندي، ولد في 10 مايو 1933، وتوفي في 5 أبريل 2012 في برادفورد في المملكة المتحدة. لعب مع برادفورد سيتي ونادي دونكاستر روفرز ونادي شامروك روفرز ونادي كوليرين.